# Nicaragua a 2004. évi nyári olimpiai játékokon
Nicaragua a görögországi Athénban megrendezett 2004. évi nyári olimpiai játékok egyik részt vevő nemzete volt. Az országot az olimpián 3 sportágban 5 sportoló képviselte, akik érmet nem szereztek.

## Atlétika
Férfi
| Versenyző      | Versenyszám | Előfutam | Előfutam | Előfutam | Negyeddöntő | Negyeddöntő | Negyeddöntő | Elődöntő | Elődöntő | Elődöntő | Döntő   | Döntő    |
| Versenyző      | Versenyszám | Idő      | Hely.    | Össz.    | Idő         | Hely.       | Össz.       | Idő      | Hely.    | Össz.    | Idő     | Helyezés |
| -------------- | ----------- | -------- | -------- | -------- | ----------- | ----------- | ----------- | -------- | -------- | -------- | ------- | -------- |
| Carlos Abaunza | 100 m       | 11,17    | 8.       | 71.*     | kiesett     | kiesett     | kiesett     | kiesett  | kiesett  | kiesett  | kiesett | kiesett  |

Női
| Versenyző     | Versenyszám   | Selejtező | Selejtező | Döntő    | Döntő    |
| Versenyző     | Versenyszám   | Eredmény  | Helyezés  | Eredmény | Helyezés |
| ------------- | ------------- | --------- | --------- | -------- | -------- |
| Dalila Rugama | Gerelyhajítás | 51,42 m   | 40.       | kiesett  | kiesett  |

* - egy másik versenyzővel azonos időt ért el

## Sportlövészet
Női
| Versenyző           | Versenyszám           | Selejtező | Selejtező | Döntő   | Döntő    |
| Versenyző           | Versenyszám           | Pont      | Helyezés  | Pont    | Helyezés |
| ------------------- | --------------------- | --------- | --------- | ------- | -------- |
| Svitlana Kashchenko | Légpuska              | 383       | 41.*      | kiesett | kiesett  |
| Svitlana Kashchenko | Sportpuska, összetett | 563       | 28.       | kiesett | kiesett  |

* - egy másik versenyzővel azonos eredményt ért el

## Úszás
Férfi
| Versenyző        | Versenyszám    | Előfutam | Előfutam | Előfutam | Elődöntő | Elődöntő | Elődöntő | Döntő   | Döntő    |
| Versenyző        | Versenyszám    | Idő      | Hely.    | Össz.    | Idő      | Hely.    | Össz.    | Idő     | Helyezés |
| ---------------- | -------------- | -------- | -------- | -------- | -------- | -------- | -------- | ------- | -------- |
| Fernando Medrano | 100 m pillangó | 1:00,91  | 2.       | 58.      | kiesett  | kiesett  | kiesett  | kiesett | kiesett  |

Női
| Versenyző      | Versenyszám | Előfutam | Előfutam | Előfutam | Elődöntő | Elődöntő | Elődöntő | Döntő   | Döntő    |
| Versenyző      | Versenyszám | Idő      | Hely.    | Össz.    | Idő      | Hely.    | Össz.    | Idő     | Helyezés |
| -------------- | ----------- | -------- | -------- | -------- | -------- | -------- | -------- | ------- | -------- |
| Geraldine Arce | 50 m gyors  | 28,73    | 5.       | 51.      | kiesett  | kiesett  | kiesett  | kiesett | kiesett  |